# レキシー・タイラー

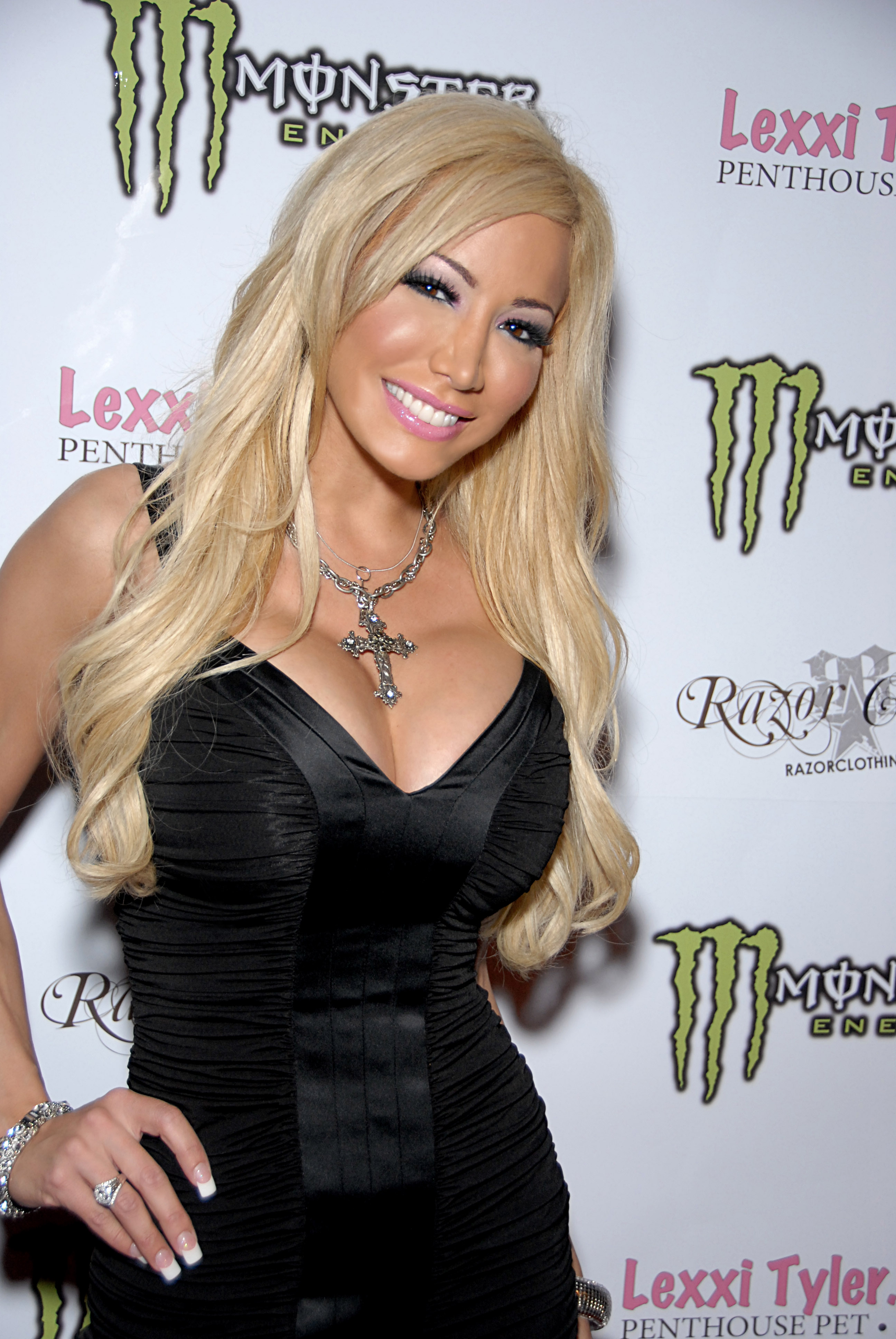
レキシー・タイラー

レキシー・タイラー（Lexxi Tyler、 1983年5月16日 - ）は、アメリカ合衆国のポルノ女優。オレゴン州出身。

## 経歴
ペントハウスペット2009年5月号のペントハウスペットを務めた。